# Slapring
Ein Slapring ist eine halboffene Metallhülse mit einer speziellen Verkröpfung, die über den Daumen gestülpt wird.
Der Slapring ist eine Anschlaghilfe für Bassisten. Die Wirkung entfaltet sich über das Gewicht und in Kombination mit der Zentrifugalkraft. Auf den Slapring hat Gerhardt Claassen-Reese seit 1997 ein deutsches Patent (DAKZ 19639088), das durch Nichtzahlung der Jahresgebühr mittlerweile abgelaufen ist.